# تيد ن. برانش
تيد ن. برانش (بالإنجليزية: Ted N. Branch)‏ هو ضابط أمريكي، ولد في 22 أبريل 1957 في لونغ بيتش في الولايات المتحدة.